# Frank Vogel (Politiker)

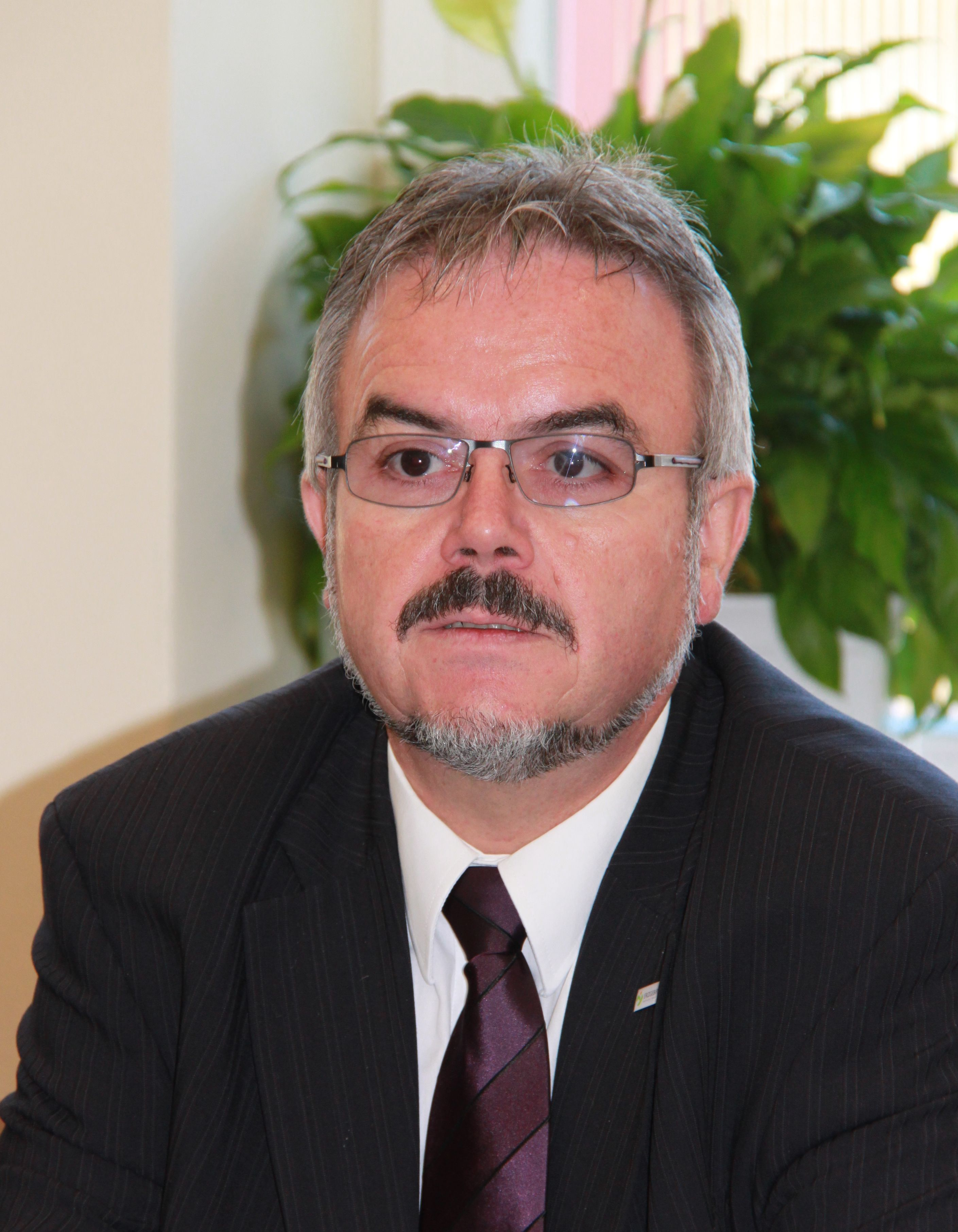
Frank Vogel (2011)

Frank Heinz Vogel (* 5. April 1957 in Sosa) ist ein deutscher Kommunalpolitiker der CDU. Von 2008 bis 2022 war er Landrat des sächsischen Erzgebirgskreises.

## Leben
Nach dem Besuch der Polytechnischen Oberschule in seinem Heimatort Sosa zwischen 1963 und 1973 absolvierte Vogel eine Ausbildung zum Wirtschaftskaufmann. Von 1975 bis 1977 arbeitete er in der Handelsorganisation der Sowjetisch-Deutschen Aktiengesellschaft Wismut, der Wismut-HO, ehemals auch Wismut Handel genannt, als Buchhalter. Bis 1980 studierte er an der Fachschule für Binnenhandel in Dresden und schloss als Ökonom, heute einem Dipl.-Betriebswirt (FH) entsprechend, ab. Anschließend kehrte er als stellvertretender Leiter der Abteilung Finanzbuchhaltung in die Wismut-HO zurück und war danach von 1982 bis 1990 Leiter des Teilbetriebes Aue des Organisations- und Abrechnungszentrums des sozialistischen Konsumgüterbinnenhandels, eines Hilfsbetriebs des volkseigenen Handels der Deutschen Demokratischen Republik.
Nach der politischen Wende in der ehemaligen DDR wurde Vogel von 1990 bis 1994 zum 1. Beigeordneten des Landrats des Landkreises Aue und blieb nach der Bildung des Landkreises Aue-Schwarzenberg anlässlich der sächsischen Kreisreform 1994/1996 unter dessen Landrat Karl Matko bis 2008 einfacher Beigeordneter. Von 1990 bis 1994 war Vogel auch Gemeinderat in seinem Heimatort Sosa. Von 2008 bis 2022 war er Landrat des anlässlich der sächsischen Kreisreform 2008 gebildeten Erzgebirgskreises.
Vogel ist verheiratet und hat zwei Kinder.

## Politische Karriere

### Ost-CDU und CDU
Im Jahre 1984 wurde Vogel Mitglied der Ost-CDU, die als Blockpartei das Machtmonopol der SED in der ehemaligen DDR stützte. In der CDU (Ost) war er ab 1985 Kreisschatzmeister und ab 1988 Vorsitzender des Ortsverbandes Sosa. Nachdem die Ost-CDU in der gesamtdeutschen CDU aufgegangen war, blieb Vogel bis 1996 Vorsitzender des Ortsverbandes Sosa und Kreisschatzmeister bis 2005. Von 2005 bis 2007 war er Vorsitzender des CDU-Kreisverbandes Aue-Schwarzenberg und seit Gründung des CDU-Kreisverbandes Erzgebirge ist er Vorsitzender dieses Kreisverbandes. Den Vorsitz des Vorstandes des Regionalverbandes Erzgebirge des sächsischen Zweiges der Kommunalpolitischen Vereinigung der CDU hat Vogel seit 2005 inne, nachdem er seit 1997 schon Vorstandsmitglied gewesen war.

### Landrat
Bei der Wahl zum Landrat des mit der Kreisreform 2008 geschaffenen Erzgebirgskreises setzte sich Vogel in der Stichwahl vom 22. Juni 2008 mit 55,8 % der gültigen Stimmen gegen seine vier Mitbewerber durch. Das Amt des Landrates trat er am 1. August 2008, dem Tag des Inkrafttretens der Kreisreform, an. Am 7. Juni 2015 wurde er im Amt bestätigt. Altersbedingt trat er bei der Landratswahl 2022 nicht wieder an und schied zum 31. Juli 2022 aus dem Amt aus.

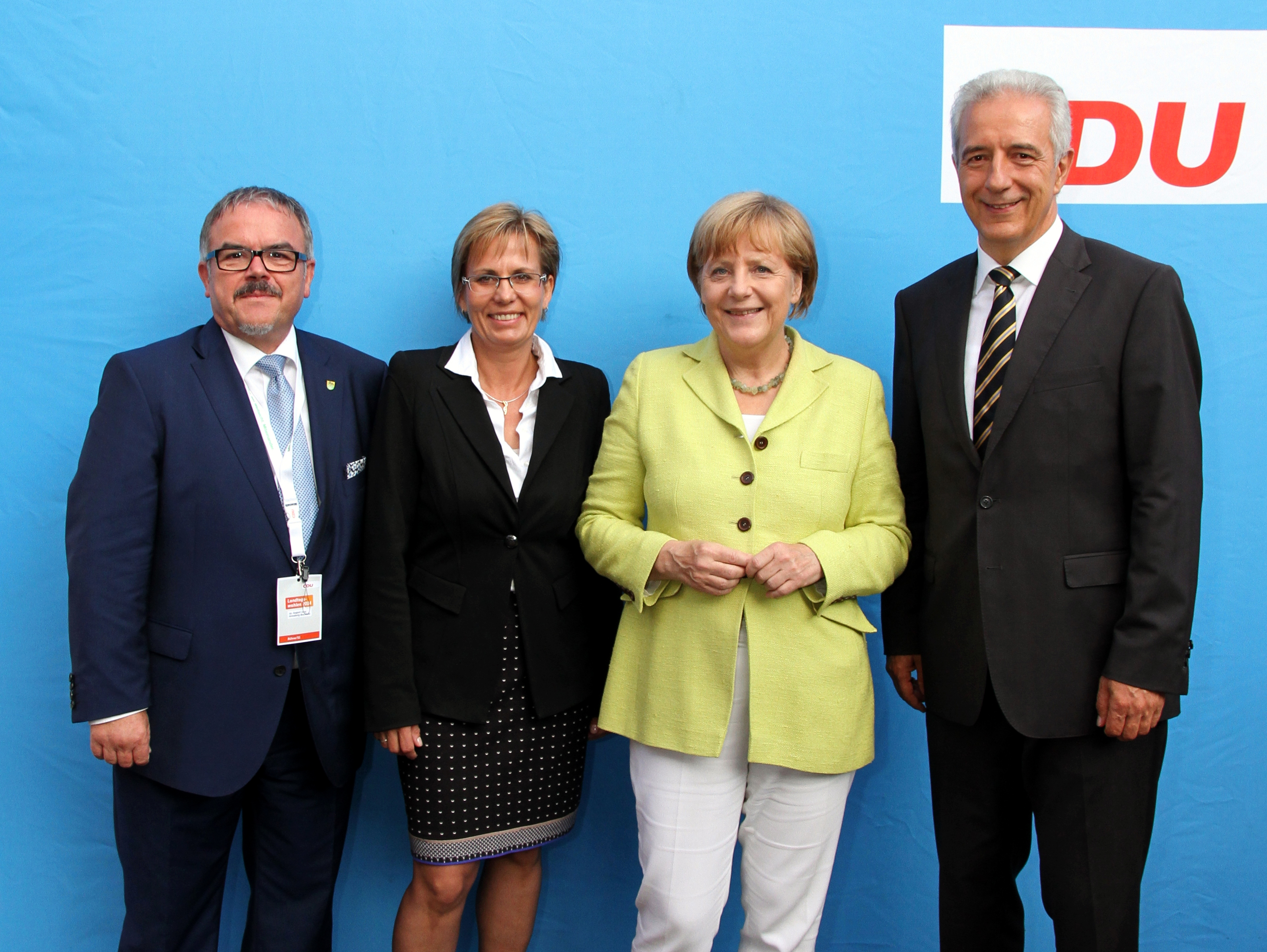
Frank Vogel zusammen mit Barbara Klepsch, Angela Merkel und Stanislaw Tillich (2014)

### Impfaffäre
Im Februar 2021 wurde Vogel vorgeworfen, sich unter Ausnutzung seiner Stellung als Landrat eine COVID-19-Schutzimpfung entgegen der vom Bundesministerium für Gesundheit festgelegten Priorisierung beschafft zu haben. Die Impfung wurde im weiteren Gegenstand staatsanwaltlicher Ermittlungen, reichte jedoch nicht zu einer Suspendierung Vogels.

### Finanzskandal
Im März 2021, während der COVID-19-Pandemie, wurde bekannt, dass der Landkreis Erzgebirgskreis unter Vogel 5 Millionen Euro entgegen den Geboten der Sächsischen Landkreisordnung (SächsLKrO) ohne hinreichende Sicherheit der Greensill Bank in Bremen überlassen hatte. Durch die Schließung der Greensill Bank auf Anweisung der Bundesanstalt für Finanzdienstleistungsaufsicht (BaFin) vom 3. März 2021 drohte dem Erzgebirgskreis mangels einer für Bankeinlagen kommunaler Gebietskörperschaften greifenden Einlagensicherung spätestens seit diesem Tag ein Verlust dieser Einlage. Nachdem die BaFin am 16. März 2021 die Insolvenz der Greensill Bank beantragte, war seitdem von einem Totalausfall der Einlage auszugehen. Eine bevorstehende Kreistagssitzung sagte der Landrat des Kreises demnach zu Mitte März 2021 wegen „gestiegener Coronazahlen“ und der weiteren Begründung ab, es hätten „bereits in Vorbereitung der Ausschusssitzungen nicht so viele Themen angelegen, die beraten werden müssen.“

## Funktionen und Ehrenämter
Vogel war während seiner Amtszeit als Landrat Vorsitzender des Kreditausschusses, des Verwaltungsrats und der Stiftungsräte der Erzgebirgssparkasse und hat Funktionen in verschiedenen sächsischen und erzgebirgischen Verbänden und Gesellschaften inne. Er war außerdem Vizepräsident des Deutschen Landkreistages und Präsident des Sächsischen Landkreistages.
Auf Vorschlag der sächsischen CDU-Landtagsfraktion gehörte Vogel der 16. Bundesversammlung 2017 und 17. Bundesversammlung 2022 zur Wahl des deutschen Bundespräsidenten an.

## Ehrungen
Als „herausragend[en Vertreter] für eine verantwortungsbewusste und unabhängige kommunale Selbstverwaltung im Sinne der sächsischen Verfassung“ verlieh ihm Matthias Rößler als Präsident des Sächsischen Landtages am 16. Juni 2018 die Sächsische Verfassungsmedaille.